# 越南航海大學
越南航海大學（越南语：／），一译越南海事大学，是位于越南红河三角洲海防市的一所公立大学。由越南交通运输部主管。

## 历史沿革
越南航海大学肇始于1956年，其前身是位于海防市的水路大学及航海大学，1984年合并为航海大学，由越南交通部主管。